# Богуславский (лунный кратер)
Кратер Богуславский (лат. Boguslawsky) — крупный ударный кратер в южной приполярной области видимой стороны Луны. Название дано в честь немецкого астронома, директора обсерватории в Бреслау (Вроцлаве), Палма Хенрика Людвига фон Богуславского (1789—1851) и утверждено Международным астрономическим союзом в 1935 г. Образование кратера относится к донектарскому периоду.

## Описание кратера

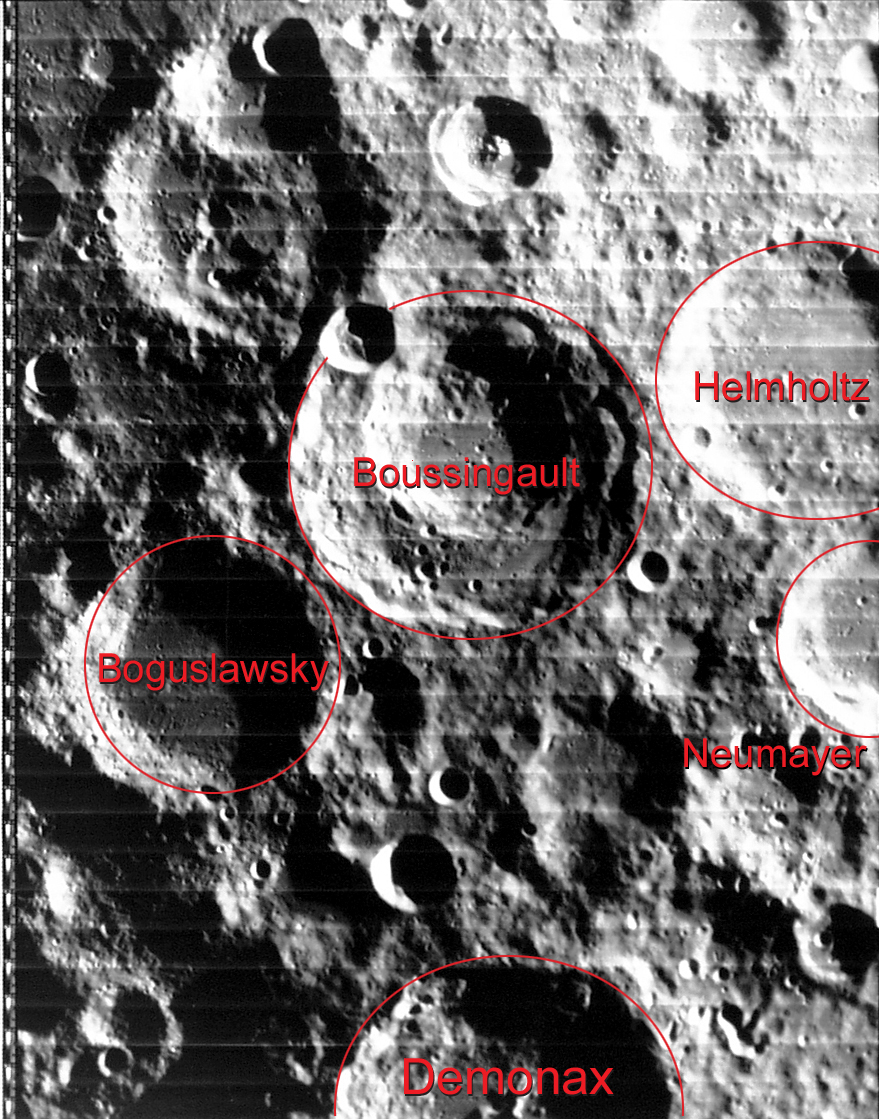
Окрестности кратера Богуславский. Снимок зонда Lunar Orbiter - IV.

Ближайшими соседями кратера являются кратер Симпелий на западе; кратер Манцини на северо-западе; кратеры Буссенго и Гельмгольц на северо-востоке; кратер Неймайер на востоке; кратер Демонакс на юго-востоке и кратер Шомбергер на юго-западе. Селенографические координаты центра кратера 72°54′ ю. ш. 43°16′ в. д. / 72,9° ю. ш. 43,26° в. д., диаметр 94,6 км, глубина 3,99 км.
Вал кратера значительно разрушен. Высота вала над окружающей местностью составляет 1460 м. В восточной части чаши кратера располагается сателлитный кратер Богуславский D (см. ниже). Дно чаши кратера заполнено лавой, ровное, без особенных структур за исключением мелких кратеров. Объем кратера составляет приблизительнот 9200 км³.

## Сателлитные кратеры
| Богуславский | Координаты                                            | Диаметр, км |
| ------------ | ----------------------------------------------------- | ----------- |
| A            | 74°25′ ю. ш. 43°34′ в. д. / 74,41° ю. ш. 43,57° в. д. | 8,2         |
| B            | 73°59′ ю. ш. 61°07′ в. д. / 73,98° ю. ш. 61,12° в. д. | 63,5        |
| C            | 70°59′ ю. ш. 27°42′ в. д. / 70,99° ю. ш. 27,7° в. д.  | 34,5        |
| D            | 72°52′ ю. ш. 47°25′ в. д. / 72,86° ю. ш. 47,41° в. д. | 22,4        |
| E            | 74°19′ ю. ш. 54°20′ в. д. / 74,31° ю. ш. 54,33° в. д. | 14,6        |
| F            | 75°25′ ю. ш. 52°58′ в. д. / 75,42° ю. ш. 52,97° в. д. | 31,1        |
| G            | 71°29′ ю. ш. 34°21′ в. д. / 71,48° ю. ш. 34,35° в. д. | 20,5        |
| H            | 72°49′ ю. ш. 29°04′ в. д. / 72,82° ю. ш. 29,06° в. д. | 21,1        |
| J            | 72°05′ ю. ш. 28°24′ в. д. / 72,09° ю. ш. 28,4° в. д.  | 34,7        |
| K            | 73°28′ ю. ш. 50°21′ в. д. / 73,47° ю. ш. 50,35° в. д. | 46,4        |
| L            | 70°41′ ю. ш. 36°28′ в. д. / 70,68° ю. ш. 36,47° в. д. | 21,9        |
| M            | 70°27′ ю. ш. 34°50′ в. д. / 70,45° ю. ш. 34,84° в. д. | 8,1         |
| N            | 73°52′ ю. ш. 32°53′ в. д. / 73,86° ю. ш. 32,88° в. д. | 27,4        |

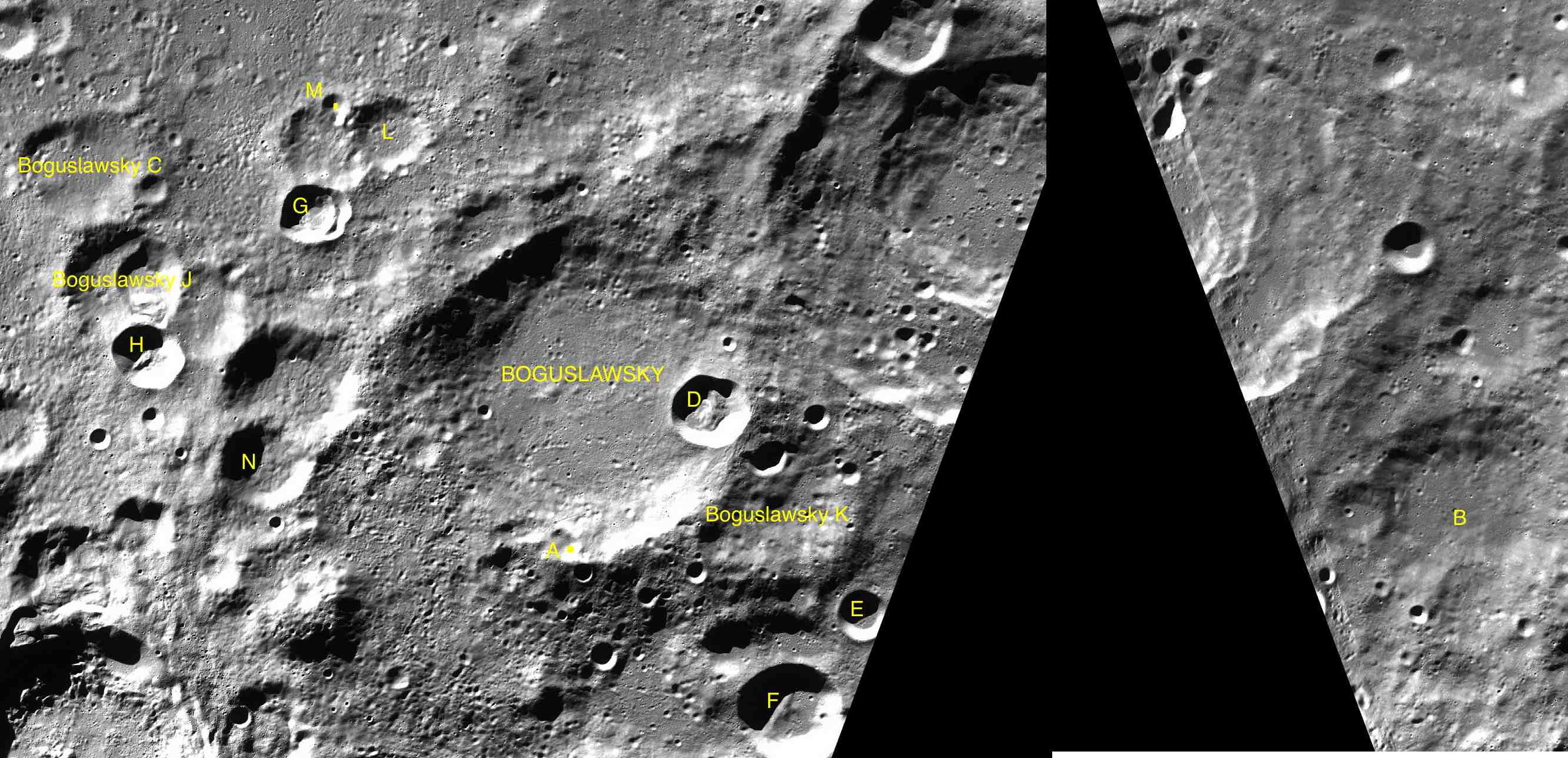
Фрагменты карт LAC-138, LAC-139.

- Сателлитный кратер Богуславский C включен в список кратеров с темными радиальными полосами на внутреннем склоне Ассоциации лунной и планетарной астрономии (ALPO)[5].
- Сателлитные кратеры Богуславский D, G и L обладают яркой отражательной способностью в радарном диапазоне 70 см, что объясняется небольшим возрастом кратеров и наличием многих неровных поверхностей и обломков пород.
- Образование сателлитного кратера Богуславский B относится к донектарскому периоду[1].
- Образование сателлитного кратера Богуславский F относится к раннеимбрийскому периоду[1].

## Места посадок космических аппаратов
- Кратер Богуславский был одним из возможных районов посадки первой российской лунной миссии АМС «Луна-25», однако посадка не состоялась, станция разбилась 19 августа 2023 года.